# Nationale Vergadering (Angola)
De Nationale Vergadering (Portugees: Assembleia Nacional) is het eenkamerparlement van Angola en bestaat uit 220 leden. Daarvan worden er 120 gekozen op basis van het stelsel van evenredige vertegenwoordiging en de overige 90 worden gekozen op basis van een districtenstelsel (5 afgevaardigden per provincie). Verkiezingen vinden iedere vijf jaar plaats.
De Nationale Vergadering werd in 1980, vijf jaar na het uitroepen van de onafhankelijkheid van Angola, opgericht. Tot 1991 kende het land een eenpartijstelsel met de Movimento Popular de Libertação de Angola (MPLA) als enige toegestane partij. De MPLA is na het loslaten van het eenpartijstelsel de grootste partij gebleven. De eerste verkiezingen op basis van een meerpartijenstelsel vonden in 1992 plaats. Als gevolg van de aanhoudende burgeroorlog werden de volgende verkiezingen uitgesteld tot 2008. De meest recente verkiezingen vonden plaats in 2017 waarbij de MPLA de grootste bleef met 150 zetels (-25). De grootste oppositiepartij is UNITA met 51 zetels (+19).
Voorzitter van de Nationale Vergadering is Fernando da Piedade Dias dos Santos (MPLA), die eerste vicepresident en premier van Angola is geweest.

## Zetelverdeling

Zetelverdeling na de verkiezingen van 2017

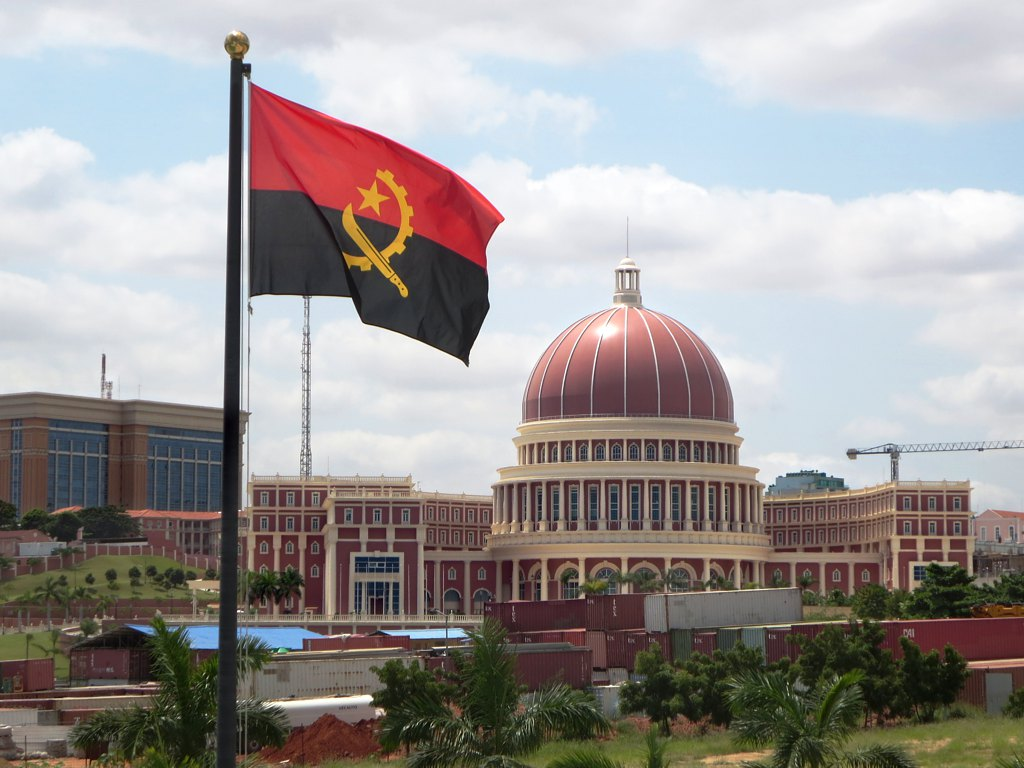
Het Parlementsgebouw in Luanda, de hoofdstad van Angola, werd in 2013 opgeleverd.